# Hans Merz (Designer)
Hans Merz (* 24. Juni 1921 in Dessau; † 2. Januar 1987 in Halle/Saale) war ein deutscher Industriedesigner und Hochschullehrer in der DDR.

## Leben und Werk

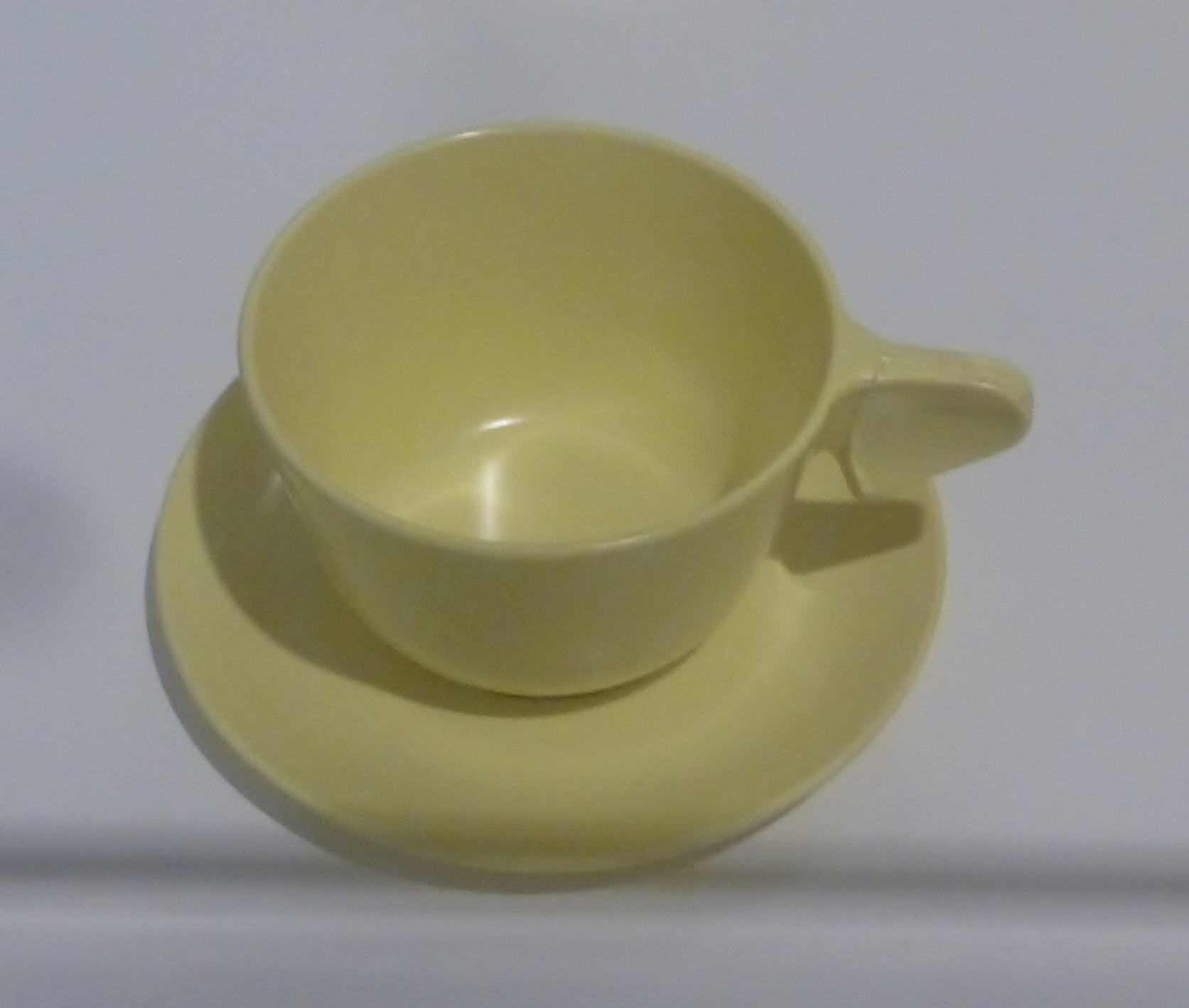
Campingtasse, Preßwerk Tambach, nach einem Entwurf von Hans Merz, 1959

Merz machte ab 1936 in der Keramischen Werkstatt Rudolf Rausch in Dessau-Ziebigk eine Lehre als Kunsttöpfer, die er aber abbrechen musste, weil die Firma 1938 aufgegeben wurde. Dann begann er 1939 eine kaufmännische Lehre in der Privathandelsschule Schönbrunn in Dessau und in der Dessauer Firma Hanns-Heinrich Krause, Eisenbeton-, Tief- und Eisenbahnbau. Diese Ausbildung musste er unterbrechen, weil er zur Wehrmacht eingezogen wurde und am Zweiten Weltkrieg teilnehmen musste. 1946 kam er aus der Kriegsgefangenschaft nach Dessau zurück, wo er bei der Firma Krause nach dem Abschluss der Lehre als Baukaufmann arbeitete. Ab 1950 studierte er an der Hochschule für Angewandte Kunst Berlin-Weißensee (ab 1953 Hochschule für bildende und angewandte Kunst) im Seminar Industrielle Gestaltung bei Mart Stam und ab 1952 in der Abteilung Keramik bei Wolfgang Henze und Rudolf Kaiser. 1955 erhielt er das Diplom als Industriegestalter. Danach arbeitete er 1955/1956 als Formgestalter und Betriebsassistent im VEB Thüringer Porzellanwerke Gehren und 1956/1957 in der Porzellanmanufaktur Meißen. Von 1957 bis 1960 war er künstlerischer Mitarbeiter in der Abteilung Geräte, Apparate, Maschinen und 1959/1960 Leiter der Abteilung Gefäßgestaltung am von Mart Stam gegründeten Institut für angewandte Kunst in Berlin. Von 1960 bis 1968 war Merz Leiter der Abteilung Künstlerische Gestaltung im Wissenschaftlich-technischen Zentrum der feinkeramischen Industrie Meißen (WTZ). In dieser Zeit betätigte er sich auch als Gestalter u. a. für die Wallendorfer Porzellanmanufaktur.
Ab 1966 war er auch Dozent im Fachbereich Gefäßgestaltung an der Hochschule für industrielle Formgestaltung Halle/Saale, von 1971 bis 1975 Leiter des Fachbereichs. Merz entwarf das Design u. a. von Vasen, Campinggeschirr, Hotelgeschirr und Tafelservices aus Porzellan, Glas und Keramik und einigen Haushaltsgeräten.
Zu seine Schülerinnen und Schülern gehörten u. a. die Glas- oder Keramikgestalter Jutta Albert (* 1954), Christine Glasow (* 1944), Heidi Hütter (* 1949), Cornelia Kittel (* 1955), Ute Lohse, Doris Mosch (* 1952) und Kristian Otto (* 1945).
Merz war Mitglied des Verbands Bildender Künstler der DDR und in der DDR, in Bukarest, Faenza, Ljubljana, Moskau, Prag, Sofia und Warschau auf Ausstellungen vertreten, u. a. 1958, 1962/1963, 1977/1978 und 1987/1988 auf der Vierten und Fünften Deutschen Kunstausstellung und auf der VIII. und X. Kunstausstellung der DDR in Dresden.
Produkte nach Entwürfen von Merz befinden sich u. a. im Kunstgewerbemuseum Dresden und in der Porzellansammlung Dresden.
Merz war mit der Keramikerin Maria Merz verheiratet.

## Publizierter Essay von Merz
- Von der Notwendigkeit der Formgestaltung in der keramischen Industrie. In: Bildende Kunst, Berlin 1/1961, S. 43–47